# Calosoma sayi
Calosoma sayi är en skalbaggsart som beskrevs av Pierre François Marie Auguste Dejean. Calosoma sayi ingår i släktet Calosoma och familjen jordlöpare. Inga underarter finns listade i Catalogue of Life.